# Rocca Massima
Rocca Massima là một đô thị tại tỉnh Latina trong vùng Lazio, có vị trí khoảng 40 km về phía đông nam của Roma và khoảng 25 km về phía bắc của Latina. Tại thời điểm ngày 31 tháng 12 năm 2004, đô thị này có dân số 1.096 người và diện tích là 18,1 km².
Rocca Massima giáp các đô thị: Artena, Colleferro, Cori, Segni.